# Kriegerdenkmal Müllerdorf

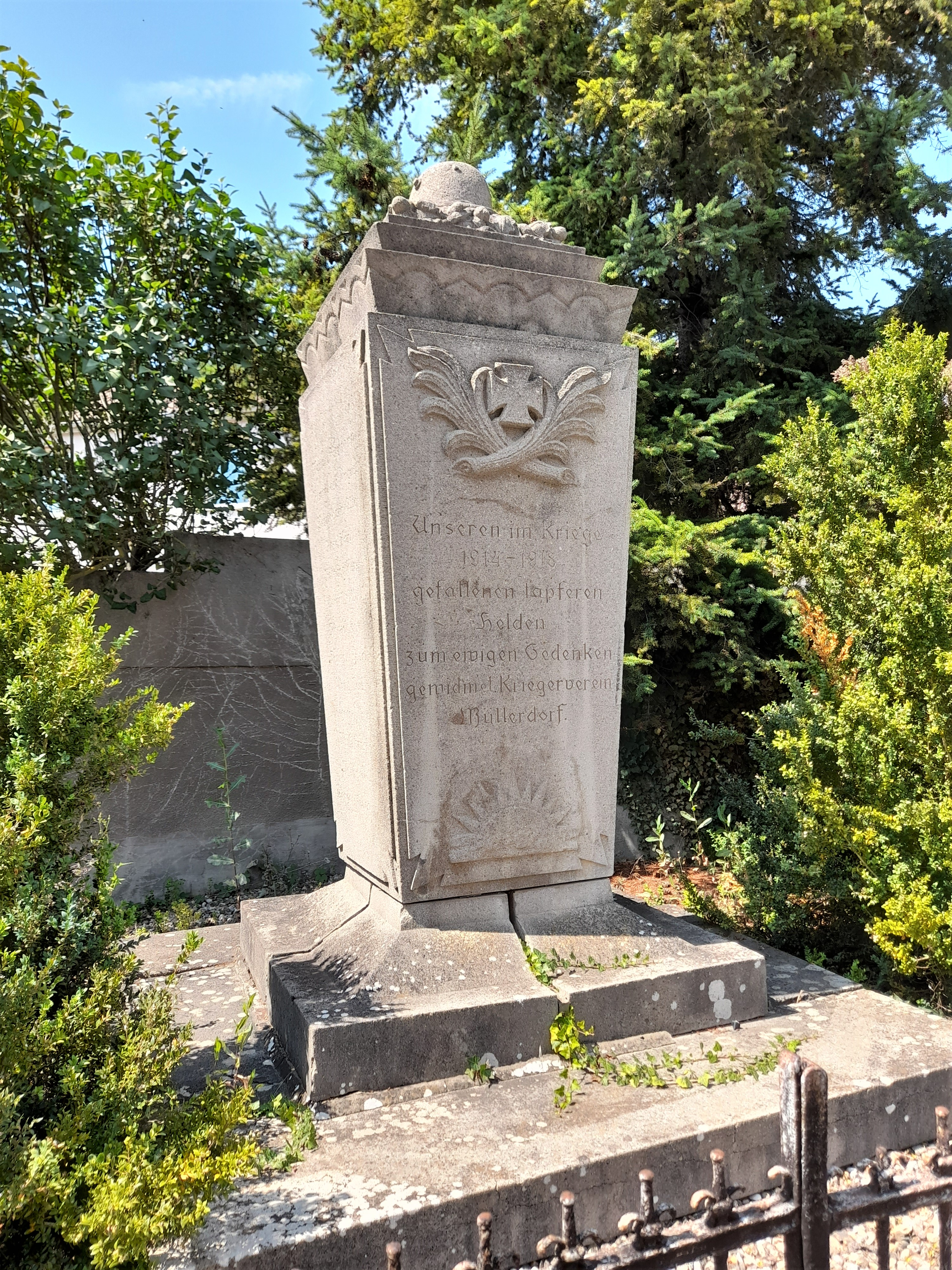
Kriegerdenkmal Müllerdorf

Das Kriegerdenkmal Müllerdorf ist ein denkmalgeschütztes Kriegerdenkmal im Ort Müllerdorf des Ortsteils Zappendorf der Gemeinde Salzatal in Sachsen-Anhalt. Im örtlichen Denkmalverzeichnis ist das Kriegerdenkmal unter der Erfassungsnummer 094 55596 als Baudenkmal verzeichnet.
Das Kriegerdenkmal von Müllerdorf befindet sich östlich der Kirche von Müllerdorf an der Kreuzung der Straßen Kirchberg und Lawekestraße. Stifter des Kriegerdenkmals war der Kriegerverein Müllerdorf. Das Denkmal, eine Stele auf einem mehrstufigen Sockel, wird von einem Soldatenhelm gekrönt und ist mit einem Eisernem Kreuz und einer untergehenden Sonne, die von Wolken verdeckt wird, verziert. Die Stele trägt die Inschrift
Unseren im Kriege

1914-1918

gefallenen tapferen

Helden

zum ewigen Gedenken

gewidmet. Kriegerverein

Müllerdorf